# Premis Oscar de 1976
Els Premis Oscar de 1976 (en anglès: 49th Academy Awards) foren presentats el 28 de març de 1977 en una cerimònia realitzada al Dorothy Chandler Pavilion de Los Angeles. En aquesta edició actuaren de presentadors Richard Pryor, Jane Fonda, Ellen Burstyn i Warren Beatty.
Les pel·lícules més nominades de la nit foren Network de Sidney Lumet i Rocky de John G. Avildsen amb deu nominacions. La guanyadora de la nit fou Rocky, que aconseguí tres estatuetes, entre elles millor pel·lícula i director, si bé les més guardonades foren Network i Tots els homes del president d'Alan J. Pakula amb quatre premis.
Network establí diversos rècords amb les seves victòries: Peter Finch aconseguí el premi a millor actor, convertint-se en el primer a fer-ho de forma pòstuma; i Beatrice Straight aconseguí el premi a millor actriu secundària amb una intervenció a la pel·lícula inferior als cinc minuts de durada. Així mateix aquest film és l'últim fins a la data en rebre cinc nominacions pels seu elenc i la tercera en rebre tres nominacions en les seves categories principals, un fet que anteriorment ho havien fet Rebel·lió a bord (1935) i D'aquí a l'eternitat (1953).
Piper Laurie aconseguí una nominació a millor actriu secundària per Carrie, quinze anys després d'estar apartada del cine per motius de salut.
Aquesta edició destacà per ser la primera en la qual una dona aconseguí una nominació com a millor director, fou la italiana Lina Wertmüller per Pasqualino Settebellezze. Així mateix Barbra Streisand aconseguí el seu segon Oscar per la cançó "Evergreen" de Ha nascut una estrella, esdevenint la primera dona compositora a guanyar un premi de l'Acadèmia.
Sylvester Stallone per Rocky es convertí en la tercera persona en aconseguir una nominació com a actor i guió per la mateixa pel·lícula després de Charles Chaplin per The Great Dictator (1940) i Orson Welles per Ciutadà Kane (1941).

## Premis
| Millor pel·lícula | Millor direcció |
| --- | --- |
| - Rocky (Robert Chartoff i Irwin Winkler per United Artists) - Camí a la glòria (Robert F. Blumofe i Harold Leventhal per United Artists) - Network (Howard Gottfried per MGM) - Taxi Driver (Julia Phillips i Michael Phillips per Columbia Pictures) - Tots els homes del president (Walter Coblenz per Warner Bros.) | - John G. Avildsen per Rocky - Ingmar Bergman per Cara a cara - Sidney Lumet per Network - Alan J. Pakula per Tots els homes del president - Lina Wertmüller per Pasqualino Settebellezze |
| Millor actor | Millor actriu |
| - Peter Finch per Network com a Howard Beale - Robert De Niro per Taxi Driver com a Travis Bickle - Giancarlo Giannini per Pasqualino Settebellezze com a Pasqualino - William Holden per Network com a Max Schumacher - Sylvester Stallone per Rocky com a Rocky Balboa | - Faye Dunaway per Network com a Diana Christensen - Marie-Christine Barrault per Cosí, cosina com a Marthe - Talia Shire per Rocky com a Adriana Pennino - Sissy Spacek per Carrie com a Carrie White - Liv Ullmann per Cara a cara com a Jenny Isaksson |
| Millor actor secundari | Millor actriu secundària |
| - Jason Robards per Tots els homes del president com a Ben Bradlee - Ned Beatty per Network com a Arthur Jensen - Burgess Meredith per Rocky com a "Mickey" Goldmill - Laurence Olivier per Marathon Man com a Dr. Christian Szell - Burt Young per Rocky com a Paulie Pennino | - Beatrice Straight per Network com a Louise Schumacher - Jane Alexander per Tots els homes del president com a Judy Hoback Miller - Jodie Foster per Taxi Driver com a Iris Steensma - Lee Grant per El viatge dels maleïts com a Lillian Rosen - Piper Laurie per Carrie com a Margaret White |
| Millor guió original | Millor guió adaptat |
| - Paddy Chayefsky per Network - Jean-Charles Tacchella i Danièle Thompson per Cosí, cosina - Lina Wertmüller per Pasqualino Settebellezze - Sylvester Stallone per Rocky - Walter Bernstein per El testaferro | - William Goldman per Tots els homes del president (sobre hist. Carl Bernstein i Bob Woodward) - Robert Getchell per Camí a la glòria (sobre biografia Woody Guthrie) - Federico Fellini i Bernardino Zapponi per Casanova (sobre memòries Giacomo Casanova) - Nicholas Meyer per The Seven-Per-Cent Solution (sobre hist. pròpia) - David Butler i Steve Shagan per El viatge dels maleïts (sobre hist. Gordon Thomas i Max Morgan-Witts)         |
| Millor pel·lícula de parla no anglesa | |
| - La Victoire en chantant de Jean-Jacques Annaud (Costa d'Ivori) - Cosí, cosina de Jean-Charles Tacchella (França) - Jakob der Lügner de Frank Beyer (Alemanya Oriental) - Noce i dnie de Jerzy Antczak (Polònia) - Pasqualino Settebellezze de Lina Wertmüller (Itàlia) | |
| Millor banda sonora (dramàtica) | Millor banda sonora - Cançons o adaptació |
| - Jerry Goldsmith per La profecia - Jerry Fielding per El bandoler Josey Wales - Bernard Herrmann per Obsessió - Bernard Herrmann per Taxi Driver - Lalo Schifrin per El viatge dels maleïts | - Leonard Rosenman per Camí a la glòria - Paul Williams per Bugsy Malone - Roger Kellaway per Ha nascut una estrella |
| Millor cançó original | Millor fotografia |
| - Barbra Streisand (música); Paul Williams (lletra) per Ha nascut una estrella ("Evergreen (Love Theme from A Star Is Born)") - Sammy Fain (música); Paul Francis Webster (lletra) per Half a House ("A World That Never Was") - Jerry Goldsmith (música i lletra) per La profecia ("Ave Satani") - Henry Mancini (música); Don Black (lletra) per La Pantera Rosa torna a atacar ("Come to me") - Bill Conti (música); Carol Connors i Ayn Robbins (lletra) per Rocky ("Gonna Fly Now") | - Haskell Wexler per Camí a la glòria - Ernest Laszlo per La fuga de Logan - Robert L. Surtees per Ha nascut una estrella - Richard H. Kline per King Kong - Owen Roizman per Network |
| Millor direcció artística | Millor vestuari |
| - George C. Jenkins; George Gaines per Tots els homes del president - Elliot Scott; Norman Reynolds per La increïble Sarah - Gene Callahan i Jack T. Collis; Jerry Wunderlich per The Last Tycoon - Dale Hennesy; Robert De Vestel per La fuga de Logan - Robert F. Boyle; Arthur Jeph Parker per L'últim pistoler | - Danilo Donati per Casanova - William Ware Theiss per Camí a la glòria - Anthony Mendleson per La increïble Sarah - Mary Wills per The Passover Plot - Alan Barrett per The Seven-Per-Cent Solution |
| Millor muntatge | Millor so |
| - Richard Halsey i Scott Conrad per Rocky - Robert L. Wolfe per Tots els homes del president - Robert C. Jones i Pembroke J. Herring per Camí a la glòria - Alan Heim per Network - Eve Newman i Walter Hannemann per Two-Minute Warning | - Dick Alexander, Les Fresholtz, Arthur Piantadosi i Jim Webb per Tots els homes del president - Robert Glass, Robert Knudson, Tom Overton i Dan Wallin per Ha nascut una estrella - William McCaughey, Aaron Rochin, Jack Solomon i Harry W. Tetrick per King Kong - Bud Alper, Lyle J. Burbridge, William McCaughey i Harry W. Tetrick per Rocky - Harold M. Etherington, Donald O. Mitchell, Richard Tyler i Douglas Williams per Silver Streak |
| Millor documental | Millor curtmetratge documental |
| - Harlan County, USA de Barbara Kopple - Hollywood on Trial de James C. Gutman i David Helpern - Off the Edge de Mitchaell Firth - People of the Wind d'Anthony Howarth i David Koff - Volcano: An Inquiry Into the Life and Death of Malcolm Lowry de Donald Brittain i Robert A. Duncan | - Number Our Days de Lynne Littman - American Shoeshine de Sparky Greene - Blackwood de Tony Lanzelo i Andy Thomson - The End of the Road de John Armstrong - Universe de Lester Novros |
| Millor curtmetratge | Millor curtmetratge d'animació |
| - In the Region of Ice de Peter Werner - Kudzu de Marjorie Anne Short - The Morning Spider de Julian Chagrin i Claude Chagrin - Nightlife de Claire Wilbur i Robin Lehman - Number One de Dyan Cannon i Vince Cannon | - Leisure de Suzanne Baker - Dedalo de Manfredo Manfredi - The Street de Caroline Leaf i Guy Glover |

## Oscars Especials
- Carlo Rambaldi, Glen Ribinson i Frank van der Veer per King Kong (pels efectes visuals)
- L.B. Abbot, Glen Ribinson i Matthew Yuricich per La fuga de Logan (pels efectes visuals)

## Premi Irving G. Thalberg
- Pandro S. Berman

## Presentadors
| Nom                              |                                           |
| -------------------------------- | ----------------------------------------- |
| Hank Simms                       | Anunciador dels premis                    |
| Walter Mirisch (president AMPAS) | Obertura i benvinguda                     |
| Chevy Chase                      | Explicació del procés i regles de votació |
| Tatum O'Neal                     | Millor actor secundari                    |
| Marty Feldman                    | Millors curtmetratges                     |
| Roy Scheider                     | Oscars Especials                          |
| Marthe Keller                    | Millor direcció artística                 |
| Muhammad Ali Sylvester Stallone  | Millor actriu secundària                  |
| William Holden                   | Millor muntatge                           |
| Red Skelton                      | Millor so                                 |
| Cicely Tyson                     | Premi Irving G. Thalberg                  |
| Donald Sutherland                | Millor fotografia                         |
| Pearl Bailey                     | Millor pel·lícula de parla no anglesa     |
| Ann-Margret                      | Millor música original i adaptació        |
| Lillian Hellman                  | Millors documentals                       |
| Neil Diamond                     | Millor cançó                              |
| Norman Mailer                    | Millor guió original i guió adaptat       |
| Jeanne Moreau                    | Millor director                           |
| Tamara Dobson                    | Millor vesturari                          |
| Liv Ullmann                      | Millor actor                              |
| Louise Fletcher                  | Millor actriu                             |
| Jack Nicholson                   | Millor pel·lícula                         |

### Actuacions
| Nom              | Paper                        | Peça                                                                   |
| ---------------- | ---------------------------- | ---------------------------------------------------------------------- |
| Bill Conti       | Arranjador musical Conductor | Orquestra                                                              |
| Ann-Margret      | Interpreta                   | “Magic Circle (It All Started in Someone's Head)“                      |
| Edward Albert    | Interpreta                   | "A World That Never Was" de Half a House                               |
| Ben Vereen       | Interpreta                   | "Gonna Fly Now" de Rocky                                               |
| Tom Jones        | Interpreta                   | "Come to Me" from La Pantera Rosa torna a atacar                       |
| Tony Vivante     | Interpreta                   | "Ave Satani" de La profecia                                            |
| Barbra Streisand | Interpreta                   | "Evergreen (Love Theme from A Star Is Born)" de Ha nascut una estrella |
| Ann-Margret      | Interpreta                   | “Magic Circle (Represa)”                                               |

## Múltiples nominacions i premis
| Les següents pel·lícules van rebre diverses nominacions: - 10 nominacions: Network i Rocky - 8 nominacions: Tots els homes del president - 6 nominacions: Camí a la glòria - 4 nominacions: Ha nascut una estrella, Pasqualino Settebellezze i Taxi Driver - 3 nominacions: Cosí, cosina i El viatge dels maleïts - 2 nominacions: Cara a cara, Carrie, Casanova, La fuga de Logan, La increïble Sarah, King Kong, La profecia i The Seven-Per-Cent Solution | Les següents pel·lícules van rebre més d'un premi: - 4 premis: Network i Tots els homes del president - 3 premis: Rocky - 2 premis: Camí a la glòria |